# Luce Irigaray
Luce Irigaray, belgijska filozofinja, feministka, literarna teoretičarka in psihoanalitičarka, * 3. maj 1930, Blaton, Bernissart, Belgija. Najbolj znana je po delih Spol, ki ni samo eden (Ce sexe qui n’en est pas un, 1977) in Zrcala druge ženske (Speculum de l'autre femme, 1974).

## Študij in izobrazba
Leta 1955 je diplomirala na Katoliški univerzi v Leuvnu (Belgija). S študijem je nadaljevala na Sorboni v Parizu in tam leta 1961 magistrirala iz psihologije in naslednjega leta diplomirala še iz psihopatologije. V Parizu je začela sodelovati v Lacanovih psihoanalitičnih seminarjih. Jacques Lacan je francoski psihiater, zdravnik in psihoanalitik, ki se je pri svojem delu zgledoval po Freudovi psihoanalizi. Leta 1968 je doktorirala iz lingvistike. V razdelitvi Sorbone je v sedemdesetih letih je nekaj časa poučevala na Univerzi Pariz VIII (Vincennes – vzhodno predmestje Pariza). Takrat je še pripadala pariški freudovski šoli (Ecole Freudienne de Paris), ki jo je leta 1964 ustanovil Jacques Lacan. Z objavo svoje druge doktorske disertacije iz filozofije (Speculum de l'autre femme, 1974), v kateri je bila zelo kritična do psihoanalize, zlasti Lacanove, je povsem prekinila vez s to šolo in Lacanovim izročilom. Ustalila se je na Nacionalnem centru za znanstvene raziskave v Parizu (Centre National de Recherche Scientifique). V osemdesetih letih je bila nekaj časa na Erazmovi univerzi v Rotterdamu, kjer je nastalo eno njenih najbolj znanih del (An Ethics of Sexual Difference, 1982). Leta 2003 ji je Univerza v Londonu podelila častni doktorat, leta 2008 pa ji je častni doktorat iz literarnih ved podelil tudi londonski University College. Med letoma 2004 in 2006 je bila gostujoča profesorica na Univerzi v Nottingamu, leta 2007 pa je postala članica Univerze v Liverpoolu. Sedaj živi in dela v Parizu, njene knjige pa so prevedene v številne svetovne jezike. 
Luce Irigaray je pomembno vplivala tudi na slovensko filozofijo, saj je v šolskem letu 1995/96 kot gostujoča profesorica predavala na podiplomskem študiju, ki ga izvaja Institutium Studiorum Humanitatis v Ljubljani. Leta 2010 pa je gostovala tudi na konferenci Doba diha (The Age of Breat: Yoga, the Body and the Feminine, Portorož, Slovenija). 
Luce Irigaray v nekaterih svojih delih obravnava filozofijo Aristotela, Descartesa, Platona, Hegla, Levinasa in Merleau-Pontyija. Prav tako se nekatera njena dela navezujejo na spoznanja zahodnih filozofov, kot sta Nietzsche in Heidegger. 

## Feminizem
Z objavo njenega drugega doktorata Zrcalo druge ženske (Speculum de l'autre femme, 1974) si je Irigaray pridobila ugled kritične filozofinje, čeprav je imela objava tega dela negativen vpliv na njeno nadaljnjo poklicno kariero, je z odprtjem tega poglavja postala ena najbolj plodnih avtoric sodobne feministične misli kakor tudi evropske filozofije. 
Irigarayin projekt je paradigmatičen in zelo radikalen. Zaradi na videz ʺznanegaʺ feminističnega izražanja se zdi njena uvrstitev med feministične avtorice smiselna rešitev. Vendar gre za povsem drugo vprašanje. Njeno trditev, da družba ne more delovati brez ženske, ker ženska ni priznana kot polna subjektiviteta, je najbrž treba razumeti v drugačnem vrstnem redu. Da bi lahko ugotovili, kot pravi filozofinja, da ženska – kot subjektiviteta – ni bila spregledana naključno, pač pa da je šlo za namerno prekrivanje govorice o ženski in za žrtvovanje ženske s pomočjo njene materinske vloge. Povedano drugače: materinstvo je bilo samo izgovor, ki pa je skoraj omogočil povsem prikriti pravi namen žrtvovanja, na eni strani tako popredmetenja ženske kot na drugi zamolčanje govorice o moškem. Rezultat tega načrta in njegove izvedbe je bilo izničenje spola kot možnosti subjektivitete, to pa je imelo za posledico vrsto drugih vzorcev obnašanja, ki segajo vse do izkoriščanja otrok. Ker torej po njenem mnenju v zahodni kulturi obstaja ena sama oblika subjektivitete, to je moška, je z njo nekaj hudo narobe, saj namesto, da bi vključevala, izključuje. To po mnenju Luce Igiraray ni naključje, zato se vrača nazaj v vse človekove odnose in preučuje tudi vse druge odnose, ki so obremenjeni s tem neravnovesjem. 
Irigaray se ne želi izpostaviti na ta način, da bi sama opredelila nov okvir za prepoznavanje identitete ženske in moškega, ali to, kaj je ženska identiteta oziroma subjektiviteta. To bi bila ponovitev že obstoječega miselnega vzorca, zaradi katerega je prekinila sodelovanje z Lacanom. To je tudi razlog, zakaj se nima za feministko, ampak za filozofinjo, čeprav se ji zdi tudi filozofija v marsičem preozek in neopredeljen pojem. Čeprav odgovornosti neposredno ne prepisuje evropski filozofiji, pa zelo poudarja, da bi slednja morala skozi katarzo in s tem postati nekakšnem vzorec strukturnih sprememb tudi na drugih področjih. To niso kulturne ali statusne spremembe, prav tako niso povezane s sistemsko ureditvijo ali politiko. Spremenjene kulturne in družbene razmere bodo v prihodnosti odsev drugačne percepcije narave ali okolja, ki je bila doslej predmet inteligentne manipulacije. Pri tem bi morala ženska znova postati subjektiviteta, medtem ko bi se moralo spremeniti tudi razumevanje moškega. Spremeniti se morata oba, ženska in moški, da bosta lahko enakovredno pripadala naravi in kulturi. 
Celoten Irigarayin opus del obravnava to vprašanje z različnih vidikov. Njeno zahtevo po novi epistemologiji je najlažje razumeti z zornega kota njenega dela z naslovom Zrcala druge ženske, ki je posvečena vzpostavitvi kulture dveh subjektivitet, moške in ženske, ki sta različni in hkrati nosilki enakega pomena pri udejanjanju vezi tako na zasebnem področju kot tudi v javnosti. Nobenega razloga ni za domnevo o kakem že prej obstoječem ʺnaravnem zakonuʺ, ki bi se mu moral človek ukloniti zaradi boljše organiziranosti, ali za domnevo o radodarnosti družbenega okolja, ki je nebi zaznavali zunaj sedanjih razmer. Celo nasprotno. Irigaray sedanjih razmer sploh nima za ʺneodvisneʺ. Pomembno pri tem je, da je duhovnost, ki je tako značilna za Irigarayina dela zaznamovana s telesnimi kretnjami popolne pozornosti oziroma prebujenosti, in v nekem smislu izražajo Irigarayino pojmovanje razmerja med moškim in žensko kot stvarnosti, ki povezuje – brez razloga in brez namenov. Irigaray ne daje vtisa, da bi hotela karkoli pojasniti v smislu sodobnega razumevanja razumnosti med človeških odnosov, ki so prekrili prvotni smisel medosebnega razmerja. Zato je včasih njen molk zgovornejši od njenih besed. 

## Dela
- Zrcala druge ženske (Speculum de l'autre femme, 1974)
- Spol, ki ni samo eden (Ce sexe qui n’en est pas un, 1977)
- Telesna bližina z materjo (Le corps-á-corps avec la mère, 1981)
- Prvinske strasti (Passions elementaires, 1982)
- Pozabljeni zrak: pri Martinu Heidggerju (L’Oubli de l’air - chez Martin Heidegger, 1983)
- Etika spolne razlike (Ethique de la difference sexuelle, 1984)
- Govoriti ni nikoli nevtralno (Parler n’est jamais neutre, 1985)
- Misliti razliko: Za miroljubno revolucijo (Le Temps de la différence, pour une révolution pacifique, 1989)
- Ljubim do te (J'aime à toi, 1990)
- Jaz, ti, mi: Naproti kulturi razlike (Je, tu, nous. Pour une culture de la différence, 1993)
- Biti dva (Entre deux, 1997)
- Med Vzhodom in Zahodom (Entre Orient et Occident, 1999)
- Demokracija se začne z dvema (Democrazia comincia a due, 2000)
- Pot ljubezni (La voie de l'amour, 2002)
- Marijina skrivnost (Le mystère de Marie, 2010)

### Dela v slovenščini
- Jaz, ti, me, mi : za kulturo različnosti, 1995
- Marijina skrivnost, 2012

### Članki v slovenščini
- Le v(i)ol de la lettre slv, 1970
- Kritizirati z mesta potlačitve, 1987
- Vprašanje drugega, 1997
- Gesta v psihoanalizi, 2000
- Spolna razlika, 2002
- Demokracija se začne v dvoje, 2003
- Drug drugemu transcendenta : zaroka besede in mesa, 2003
- Ljubezen čarovnice : branje Platonovega Simpozija, Diotimin govor, 2003
- Kako ustvariti našo lepoto? = How can we create our beauty?, 2004